# Robrecht II van Dreux
Robert II van Dreux (1154 - 28 december 1218), graaf van Dreux en Braine, was de oudste overlevende zoon van Robert I, graaf van Dreux, en Agnes de Baudemont, gravin van Braine, en een kleinzoon van koning Lodewijk VI van Frankrijk.

## Leven
Hij nam deel aan de Derde Kruistocht, aan het beleg van Akko en de slag bij Arsoef. Hij nam tussen 1193 en 1204 deel aan de oorlog in Normandië tegen de Angevijnse koningen. Graaf Robrecht had het kasteel Nonancourt van Richard I van Engeland ingenomen terwijl deze eind 1193 in het buitenland gevangen zat. De graaf nam ook deel aan de Albigenzische Kruistocht in 1210. In 1214 vocht hij aan de zijde van zijn neef, koning Filips II Augustus, in de slag bij Bouvines.

## Huwelijken en kinderen

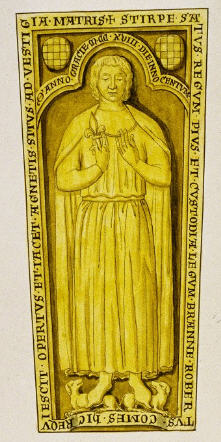
Graftombe van Robrecht II van Dreux.

Zijn eerste huwelijk met Mathilde (Mahaut) van Bourgondië (1150 - 1192) eindigde in 1178 met een scheiding en bracht geen kinderen voort. Het excuus voor de nietigverklaring van dit huwelijk was hun te nauwe bloedverwantschap. Mathilde en Robrecht waren zowel achterkleinkinderen van graaf Willem I van Bourgondië en zijn vrouw Etiennete als Capetingische nakomelingen van Robert II van Frankrijk.
Zijn tweede huwelijk met Yolande de Coucy (1164–1222) bracht meerdere kinderen voort:
- Robert III van Dreux (ca. 1185–1234), graaf van Dreux en Braine
- Peter Ι (ca. 1190 - 1250), hertog van Bretagne.[7]
- Hendrik van Dreux (ca. 1193-1240), aartsbisschop van Reims.[8]
- Jehan van Dreux (ca. 1198–1239), graaf van Vienne en Lyon.[9]
- Filippa van Dreux (1192–1242), die trouwde met Hendrik II van Bar.
- Adelheid (Alix) van Dreux, eerst gehuwd met Walter IV van Vienne, Heer van Salins, dan hertrouwd met Renard II van Choiseul.[10]
- Agnes van Dreux (1195-1258), gehuwd met Stefanus III van Auxonne.
- Yolande van Dreux, getrouwd met Rudolf II van Eu.[11]

## Graftombe
Graaf Robrechts graftombe droeg het volgende opschrift, in middeleeuws Latijnse hexameters met binnenrijm:
Stirpe satus rēgum, pius et custōdia lēgum,
Brannę Rōbertus comes hīc requiescit opertus,
Et jacet Agnētis situs ad vestīgia mātris.
Waarvan de vertaling is: "Geboren uit een geslacht van koningen, vroom en bewaker van wetten / rust Robrecht graaf van Braine hier bedekt / en ligt bij de (stoffelijke) resten van zijn moeder Agnes."
Het is ook gedateerd Anno Gracię M. CC. XVIII. die innocentum, dit wil zeggen "In het jaar des Heeren 1218, op de dag van de Onschuldige Kinderen"

## Voorouders
| Voorouders van Robert II van Dreux (1153-1218) | Voorouders van Robert II van Dreux (1153-1218)                                  | Voorouders van Robert II van Dreux (1153-1218)                                  | Voorouders van Robert II van Dreux (1153-1218)                                  | Voorouders van Robert II van Dreux (1153-1218)                                  | Voorouders van Robert II van Dreux (1153-1218)                   | Voorouders van Robert II van Dreux (1153-1218)                   | Voorouders van Robert II van Dreux (1153-1218)                   | Voorouders van Robert II van Dreux (1153-1218)                   |
| ---------------------------------------------- | ------------------------------------------------------------------------------- | ------------------------------------------------------------------------------- | ------------------------------------------------------------------------------- | ------------------------------------------------------------------------------- | ---------------------------------------------------------------- | ---------------------------------------------------------------- | ---------------------------------------------------------------- | ---------------------------------------------------------------- |
| Overgrootouders                                | Filips I van Frankrijk (1052-1108) ∞ Bertha van Holland (1058-1094)             | Filips I van Frankrijk (1052-1108) ∞ Bertha van Holland (1058-1094)             | Humbert II van Savoye (1072-1103) ∞ Gisela van Bourgondië (1075-1133)           | Humbert II van Savoye (1072-1103) ∞ Gisela van Bourgondië (1075-1133)           | ?(-) ∞ ? (-)                                                     | ?(-) ∞ ? (-)                                                     | ? (-) ∞ ? (-)                                                    | ? (-) ∞ ? (-)                                                    |
| Grootouders                                    | Lodewijk VI van Frankrijk (1081-1137) ∞ 1115 Adelheid van Maurienne (1092-1154) | Lodewijk VI van Frankrijk (1081-1137) ∞ 1115 Adelheid van Maurienne (1092-1154) | Lodewijk VI van Frankrijk (1081-1137) ∞ 1115 Adelheid van Maurienne (1092-1154) | Lodewijk VI van Frankrijk (1081-1137) ∞ 1115 Adelheid van Maurienne (1092-1154) | Guy van Baudement (-1144) ∞ Alix de Braine (-)                   | Guy van Baudement (-1144) ∞ Alix de Braine (-)                   | Guy van Baudement (-1144) ∞ Alix de Braine (-)                   | Guy van Baudement (-1144) ∞ Alix de Braine (-)                   |
| Ouders                                         | Robert I van Dreux (1123-1188) ∞ Agnes van Baudement (1130-1202)                | Robert I van Dreux (1123-1188) ∞ Agnes van Baudement (1130-1202)                | Robert I van Dreux (1123-1188) ∞ Agnes van Baudement (1130-1202)                | Robert I van Dreux (1123-1188) ∞ Agnes van Baudement (1130-1202)                | Robert I van Dreux (1123-1188) ∞ Agnes van Baudement (1130-1202) | Robert I van Dreux (1123-1188) ∞ Agnes van Baudement (1130-1202) | Robert I van Dreux (1123-1188) ∞ Agnes van Baudement (1130-1202) | Robert I van Dreux (1123-1188) ∞ Agnes van Baudement (1130-1202) |